# ناحیه کایانی
ناحیه کایانی از سال ۲۰۰۹ زیرمجموعه کاینو و یکی از ناحیه‌ها در فنلاند است.

## شهرداری‌ها
| نشان ملی            | شهرداری             |
| ------------------- | ------------------- |
| Kajaanin vaakuna    | کایانی (شهرستان)    |
| Paltamon vaakuna    | پالتامو (شهرداری)   |
| Ristijärven vaakuna | ریستی‌یروی (شهرداری) |
| Sotkamon vaakuna    | سوتکامو (شهرداری)   |